# Super Princess Peach
Super Princess Peach (jap.: スーパープリンセスピーチ, Hepburn: Sūpā Purinsesu Pīchi) ist ein Jump-’n’-Run-Videospiel, das von Tose entwickelt und von Nintendo exklusiv für den Nintendo DS am 20. Oktober 2005 in Japan, am 27. Februar 2006 in den Vereinigten Staaten, am 30. März 2006 in Australien und am 26. Mai 2006 in Europa veröffentlicht wurde. Die Hauptfigur ist Prinzessin Peach.

## Spielprinzip
Super Princess Peach spielt sich ähnlich wie traditionelle Jump-’n’-Run-Spiele. Es gibt acht Welten, von denen jede sechs Levels und einen Bosskampf enthält, der den Spieler in die nächste Welt führt. In jedem Level sind drei gefangene Toads versteckt, und bei jedem Bosskampf befindet sich ein einzelner Toad in einer Blase. Durch das Besiegen eines Endgegners werden drei neue Level für die nächste Welt freigeschaltet. Insgesamt gibt es 24 zusätzliche Levels freizuschalten. Darüber hinaus bietet das Spiel einen Shop, in dem die Spieler Gegenstände kaufen können. Mit Münzen als Währung kann der Spieler schrittweise Upgrades kaufen, um die Herzanzeige oder die Gefühlsanzeige zu erweitern, sowie die Fähigkeiten des Parasols zu verbessern. Peach hat unendlich viele Leben, so dass der Spieler so lange weiterspielen kann, wie er möchte. Zu den Boni des Spiels gehören ein Glossar, Rätsel, Minispiele, ein Musikzimmer und Wiederholungen von Perrys Träumen. Es gibt drei Minispiele im Spiel und die Levels werden freigeschaltet, wenn der Spieler mehr Minispielteile in den Levels findet. Bei allen Minispielen steuert der Spieler Toad bei verschiedenen Aktivitäten (z. B. einem Jump-’n’-Run-Modus).

## Entwicklung
Das spiel wurde erstmals im Oktober 2004 von Nintendo angekündigt, ohne dass ein Veröffentlichungsdatum bekannt gegeben wurde. Es wurde erstmals am 20. Oktober 2005 in Japan veröffentlicht.

## Rezeption
Super Princess Peach wurde von der Fachpresse größtenteils positiv bewertet. Auf der Bewertungswebsite Metacritic hält das Spiel – basierend auf 48 Bewertungen – einen Metascore von 75 von 100 möglichen Punkten. Auf der Website GameRankings hielt es einen Score von 76,60 %, basierend auf 56 Reviews.